# Dub U oříšku

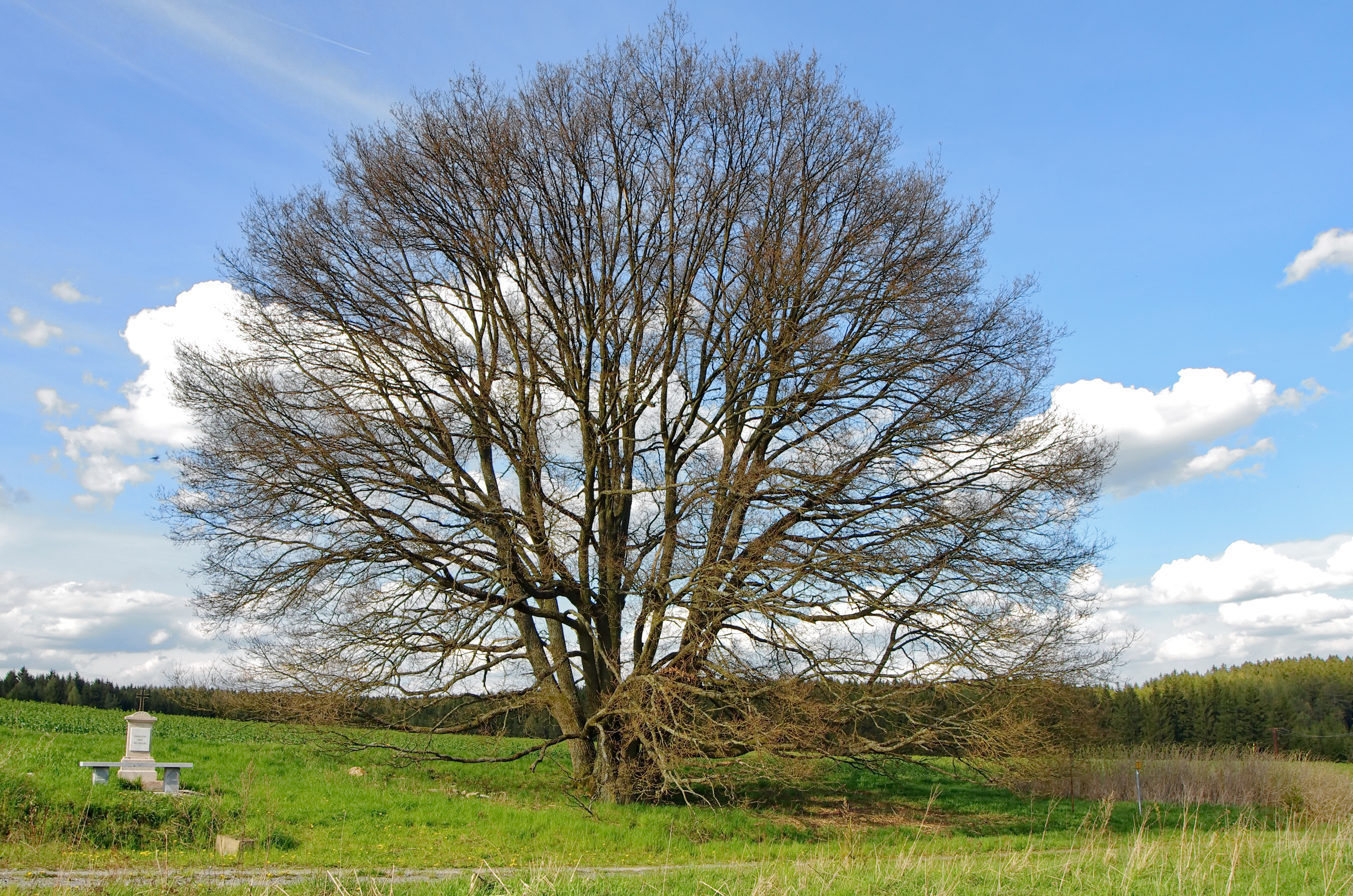
V dubnu 2016

Dub U oříšku byl památný strom, vysoký dendrologicky zvláštní dub letní (Quercus robur). Rostl na rozhraní louky a pole východně od Tří Seker v okrese Cheb v Karlovarském kraji. Jednalo se o jedenáct těsně sousedících kmenů, z nichž některé spolu ve spodní části srůstaly.
Při pohledu z dálky tato skupina vytvářela dojem jednoho mohutného stromu s širokou, polokulovitou korunou. Koruna sahala do výšky 17 m, obvod srostlých kmenů měřil 709 cm (měření 2014).
Strom byl chráněn od roku 2005 jako krajinná dominanta a strom s významným vzrůstem.

## Zánik
Strom nebyl nijak ošetřován až do poloviny léta 2018, kdy se vylomily dva kmeny. Došlo k narušení stability stromu. Bylo navrženo spojit zbylé kmeny pevnou vazbou, jinak strom při první příležitosti spadne. K tomu skutečně došlo při vichřici z 23. na 24.10.2018. Po vichřici zůstal stát pouze jediný kmen. Zcela vyhnilý kořenový systém ukázal, že strom byl již na konci své životnosti.
Ke zrušení ochrany památného stromu došlo vyhláškou Městského úřadu v Mariánských Lázních dne 17.12.2018.

## Stromy vokolí
- Krásenská lípa (zaniklá)
- Smrk pod Ovčím vrchem
- Dub u Hamrnického zámečku